# Acanthoderes solisi
Acanthoderes solisi es una especie de escarabajo del género Acanthoderes, familia Cerambycidae. Fue descrita científicamente por Chemsak & Hovore en 2002.
Se distribuye por Costa Rica. Posee una longitud corporal de 22 milímetros. El período de vuelo de esta especie ocurre únicamente en el mes de octubre.